# Куойка
Ку́ойка — река в Оленёкском районе Якутии, левый приток реки Оленёк. Протекает по Северо-Сибирской низменности.
Длина реки — 294 км, площадь водосборного бассейна — 4750 км². Замерзает в начале октября и остаётся под ледяным покровом до мая. Общее направление течения — юго-восточное. В среднем течении река очень извилиста.

Русло её в широком каньоне изгибается так прихотливо, что порой не поймешь, в какую сторону она течёт. Вокруг нас лимонно-желтые горы. Берега Куойки возвышаются над водой диковинными башнями, крепостными стенами. — Журнал «Вокруг света»
Название реки может происходить от нганасанского слова куойка, обозначающего фигурку домашнего покровителя.
Основные притоки:
- правые: Сектелях (длина с притоками 169 км), Арга-Сала (дл. 35 км).
- левые: Куччугуй-Куойка (дл. 42 км), Кусаган-Хаялах (дл. 39 км), Оюр (дл. 36 км).